# LOST MOMENT
『LOST MOMENT』（ロスト モーメント）は、水城正太郎による日本のライトノベル。イラストはRURUが担当。富士見ミステリー文庫刊。
19××年、第二次大戦勃発の最中に突如として日本が消滅した。その科学文明を巡って世界各国は各種諜報機関を使い熾烈な争いを繰り広げる。
2週間という限られた時間の中で世界の存亡を賭けた戦いの鍵を握っていたのはアーティと“クロノメーター”と呼ばれる装置、そして少女だった。
失われた時、記憶、各国の思惑を受けて野望を阻止するためアーティらが繰り広げるスパイ・アクション。

## 登場人物
アーティ
ストリートで生きる少年。町で起こった暴動に巻き込まれたことから
“クロノメーター”を偶然手に入れた。
1巻終了後、英国MI6に入り工作員として訓練をうけている。
ロッド
ヴェルナー

## 用語
クロノメーター
時間を刻みこれから訪れる終末を告げる。偶然を操れ、持ち主を自ずから選ぶ。
英国MI6
クロノハンズ

## 既刊一覧
| タイトル                     | 初版          | ISBN          | 出版社                                    |
| ---------------------------- | ------------- | ------------- | ----------------------------------------- |
| 『LOST MOMENT 世界の記憶』   | 2003年6月10日 | 4-8291-6212-0 | 富士見書房・発売 （富士見ミステリー文庫） |
| 『LOST MOMENTII 時の後継者』 | 2004年1月10日 | 4-8291-6235-X | 富士見書房・発売 （富士見ミステリー文庫） |